# Nazik al-Abid
Nazik Khatim al-Abid Bayhum, nota come la “Giovanna d’Arco degli Arabi” (in arabo نازك العابد; 1887 – 1960), è stata un'attivista siriana per i diritti delle donne e oppositrice al colonialismo ottomano e francese in Siria. Fu la prima donna a guadagnarsi un grado nell’Esercito arabo siriano per il suo ruolo nella fondazione della Società della Stella Rossa, antesignana della Croce Rossa Internazionale e del Movimento della Mezzaluna Rossa, durante la battaglia di Maysalun. Militò come rivoluzionaria per l’indipendenza nazionale e per il diritto delle donne al lavoro e al voto in Siria.

## Biografia
Nazik al-Abid nacque in un’influente famiglia di Damasco Suo padre, Mustafa al-Abid, era un aristocratico, che lavorò nella pubblica amministrazione a Kirk e poi come ambasciatore a Mosul, durante il sultanato di Abdul Hamid II. Lo zio di Nazik era Ahmad al-Abid, giudice e consigliere del sultano. Durante il suo periodo in Turchia, Abid fu istruita in diverse lingue in scuole turche, americane e francesi. Dopo la rivoluzione del 1908, la sua famiglia fu esiliata in Egitto per 10 anni.

## Attivismo

### Contro l’Impero Ottomano
Abid fu un’attivista per il suffragio femminile e per la resistenza all’occupazione ottomana della Siria. Durante la protesta del Movimento siriano delle donne del 1919, scrisse, con uno pseudonimo maschile, per diverse testate giornalistiche di Damasco. Nel 1914 creò un movimento per sostenere la causa dei diritti delle donne e fu esiliata al Cairo dal governo ottomano, dove rimase fino alla caduta dell’Impero ottomano nel 1918. Nel 1919, Abid fondò Nur al-Fayha’ (Luce di Damasco), circolo e rivista, e successivamente, nel 1922, una scuola con lo stesso nome, che offriva corsi di inglese e cucito per giovani ragazze orfane di guerra.

### Contro l’occupazione francese in Siria
Come capo di una delegazione femminile alla Commissione King-Crane, Abid parlò ad alcuni diplomatici americani senza velo, per segnalare la sua volontà di istituire uno stato secolare in Siria e insieme testimoniare contro il mandato francese per l’occupazione del suo paese. Nel 1920, Nazik al-Abid fondò l’Associazione della Stella Rossa, antesignana della Società della Mezzaluna Rossa, e le fu conferito il titolo di “presidente onoraria” dell’Esercito Arabo Siriano dal Principe Faysal. Abid fu anche a capo delle infermiere della Croce Rossa durante la battaglia tra l’Esercito Arabo Siriano e le truppe francesi, durante la Battaglia di Maysalun, nel 1920. Nonostante fosse stata esiliata dal governo francese dopo la sconfitta dell’Esercito arabo siriano, Abid fu acclamata in patria come la Giovanna d’Arco di Siria. Come prima donna generale in Siria, fu fotografata in uniforme e senza hijab, ma tornò a portare il velo in seguito alle proteste dei conservatori. Il governo francese le concesse l’amnistia nel 1921 e Abid poté tornare in Siria, a condizione che non si occupasse più di politica. Dopo che ebbe fondato la scuola “Luce di Damasco” - fatto che fu visto come tentativo di competizione per le risorse nei confronti dei programmi e delle agenzie umanitarie francesi:95 - le autorità francesi minacciarono di arrestarla e lei fuggì dalla Siria e si recò in Libano..

### Diritti delle donne
Nel 1933 fondò Niqâbat al-Mar'a al-'Amila(Società delle Donne Lavoratrici), che lavorò sui temi del lavoro per le donne in Siria, sostenendo la libertà economica come strumento per la liberazione politica delle donne:73

## Vita privata
Nel 1922, dopo l’esilio in Libano, Nazik conobbe e sposò un intellettuale arabo, Muhammad Jamil Bayhum:59.